# Lud Falcão
Lud Falcão (Patos de Minas),  é uma política brasileira, filiada ao PODE. 
Nas eleições de 2022, foi eleita deputada estadual por MG.